# Чиклит
Чиклит е жанр на художествената литература и киното, който представя съвременния свят на жените, често хумористично и лекомислено.

## Произход на термина
„Chick“ (приятно на вид, глас и поведение пиленце, например - на кокошка) е американски жаргон за млада (или чувстваща се, или стремяща се да се чувства се млада) жена, а „lit“ е съкратено от „литература“.
Терминът носи романтичния аромат на неудържимата младост, но в разговорния език това определение се използва често в ироничен смисъл, заради произхода на думата и типа литература, която характеризира. Английското chicken literature буквално означава „литература за пиленца“, тоест за млади наивни и лекомислени момичета. Същевременно някои от по-известните героини са по-скоро в зряла възраст.
За първи път терминът се появява още през 1988 г. като университетски жаргон за предмет „Женски традиции в литературата“  През 1995, Крис Маза и Джефри Дешел използват термина като иронично заглавие за редактираната от тях антология Чиклит: Постфеминистична художествена проза. Жанрът е определен като постфеминистичен и втора вълна на феминизма, която отива отвъд възприемането на жената като жертва (в смисъл на по-скоро пасивно потърпевша) и включва множество преживявания като любов и ухажване.

## Структура
Според проф. Сюзън Ферис чиклитът често представя модерни, стилни, устремени към кариерата  героини, обикновено на възраст 20 – 30 г. Жените, представени в тези романи, често са обсебени от външния си вид или имат мания за пазаруване, напр. Кари Брадшоу, главната героиня в Сексът и градът.
За най-точно определяне на жанра може да се каже, че чиклитът е за жени, чиято женственост е основна тема на сюжета. Въпреки че обикновено събитията се развиват в съвременността (например в Сладка въздишка), има и исторически чиклит (съчетание между исторически роман и чиклит). Темите там обикновено са по-сериозни от свръхпотреблението.
В голяма част от книгите още от първите страници се разказва как едно своенравно, но напористо момиче, най-често от провинцията, отива, без много да му мисли, в големия град или постъпва в многонационална компания. Скоро се забърква в невъобразими лични и служебни конфликти и усложнения; а към края на книгата успява да се ожени за най-представителния мъж, който се среща в книгата, но който до последния момент не е искал дори да я погледне.

## Успехи
Жанрът се продава добре, заглавия от чиклита оглавяват класациите за най-продавани книги, заедно с книги, посветени изцяло на чиклита. Въпреки че понякога включва романтични елементи, чиклитът не се възприема като подкатегория на любовния роман, защото връзката на героинята със семейството и приятелите ѝ е също толкова важна, колкото и романтичната ѝ връзка.
Произведения като Дневникът на Бриджит Джоунс на Хелън Фийлдинг и Сексът и градът на Кандис Бушнел са примери за творби, спомогнали за съвременното значение на жанра. Успехът на Бриджит Джоунс и Сексът и градът, като книи превръщат чиклита във водеща тенденция в литературата. Лов и риболов за дами на Мелиса Банк  се смята за един от първите романи-чиклит (макар че е сборник разкази), въпреки че терминът „чиклит“ е бил често употребяван по времето на публикуването ѝ (1999 г.)
Някои чиклит-произведения са и успешно филмирани.